# Ratchet & Clank 3
Ratchet & Clank 3 (of Ratchet & Clank: Up Your Arsenal in de VS) is een adventuregame voor de PlayStation 2, die is ontwikkeld door Insomniac Games en uitgebracht door Sony. Het spel is de derde uit de serie van Ratchet & Clank. Het werd uitgebracht op 2 november in Noord-Amerika en 12 november 2004 in Europa.

## Verhaal
Terwijl hij aan het zappen is, komt Ratchet langs een verslag over zijn thuisplaneet, Veldin. Veldin wordt aangevallen door een leger van aliens, die de Tyhrranoids heten. De hoofdverdachte is de geheimzinnige schurk Dr. Nefarious. Ratchet en Clank gaan naar Veldin. Daar wordt Ratchet aangezien voor de nieuwe sergeant van de Galactic Rangers. Later wordt Ratchet opgeroepen door de Intergalactische President (de vader van Sasha). De President vertelt over een man die Nefarious ooit heeft verslagen... Captain Qwark! Captain Qwark zit in de jungle van Florana en hij is een beetje ontspoord. Ratchet & Clank gaan naar Starship Phoenix. Captain Qwark richt later aan boord van de Starship Phoenix de Q-Force op, waar ook Big Al, Helga en Skidd McMarxx (allemaal uit Ratchet & Clank) bij horen.
De Q-Force moet een missie uitvoeren. Ze moeten infiltreren in het hoofdkwartier van Dr. Nefarious op planeet Aquatos om zo veel mogelijk informatie te vinden over het plan van Dr. Nefarious. Ze ontdekken dat Dr. Nefarious een grote fan is van Secret Agent Clank (Een holovisie-serie waarin Clank de hoofdrol speelt). Ze vinden ook een map over de thuisplaneet en het hoofdkwartier van de Tyhrranoids, Tyhrranosis. Dr. Nefarious en zijn butler Lawrence komen erachter dat Qwark in hun hoofdkwartier is geweest. Al probeert ondertussen de kaart van Tyhrranosis te ontcijferen, zodat Ratchet en Clank daarnaartoe kunnen gaan.
Ratchet en Clank gaan later naar planeet Daxx, omdat Dr. Nefarious daar is geweest. Ze ontdekken wat over de Biobliterator, maar het is tot dan toe nog onbekend waarvoor het wordt gebruikt. Ze vinden een bewerkte videoclip van Courtney Gears (een soort Britney Spears, maar dan een robot). Op de video staat een geheime boodschap voor alle robots, om zich te verzetten en te vechten tegen de organische levensvormen.
Ze gaan eerst naar de Obani Moons en Blackwater City (Uit deel 1) en later naar de Annihilation Nation, waar ze een uitdaging winnen. De prijs van die uitdaging is dat ze Courtney Gears mogen ontmoeten. Courtney zal meer vertellen over de plannen van Dr. Nefarious als Clank voor haar een rol in zijn show, Secret Agent Clank, kan regelen. De opnames beginnen, maar aan het einde slaat Courtney Clank bewusteloos en neemt hem mee naar Dr. Nefarious. Dr. Nefarious geeft hem een keuze: óf Clank helpt Dr. Nefarious met het overheersen van het universum, óf Clank is een schande voor alle robots omdat hij samenwerkt met organische levensvormen. Ratchet gaat ondertussen op zoek naar Clank. Hij vindt Clank weer. De speler kan echter zien dat er iets niet in orde is met Clank, omdat zijn ogen van groen naar rood gaan. Skidd McMarxx komt in de problemen en hij wordt veranderd in een Robot. Dan moeten Ratchet en Clank Courtney Gears verslaan, omdat Courtney hun ook wil veranderen in robots. Sasha vindt ondertussen het schip waar Dr. Nefarious op zit. Captain Qwark en Skrunch (het aapje) wachten op planeet Zeldrin om te infiltreren in het schip, samen met Ratchet en Clank.
Ze komen aan op het ruimteschip en ze vinden Dr. Nefarious, hij is aan het wachten. Het blijkt dat het allemaal een val was. Hij activeert het zelfvernietigingssysteem en gaat zelf weg. De Q-Force komen terug bij hun schip, maar Captain Qwark niet. Ze gaan terug naar de Phoenix en als ze daar aankomen, vertellen ze dat Qwark het niet heeft gehaald. Ze houden een begrafenis. Daarna gaat Ratchet naar Metropolis, de immense stad uit Ratchet & Clank. Tijdens de strijd activeert Dr. Nefarious de Biobliterator en de Tyhrranoids worden veranderd in robots. De echte Clank was al die tijd al een gevangene van Dr. Nefarious en Klunk valt Ratchet aan. Ratchet bevrijdt Clank en ze gaan naar Zeldrin om het wrak van het ruimteschip, wat eerder was vernietigd, te onderzoeken. Ze komen erachter dat Qwark gewoon nog in leven was. Qwark heeft alleen geen enkel teken van leven van zichzelf vertoond aan de Q-Force. Ratchet en Clank gaan naar Qwarks verstoppingsplek en ze vinden Qwark.
Later gaan Ratchet en Clank naar planeet Koros. Clank gebruikt een kanon om de Biobliterator uit te schakelen. Sasha belt echter al snel om te zeggen dat er een tweede Biobliterator is gemaakt, die zich bevindt op planeet Mylon. Die Biobliterator is nog veel gevaarlijker en beschermd door een enorm leger van Tyhrranoids. Ratchet en Clank gaan naar Mylon en ze vechten zich een weg naar het commandocentrum. Ze komen net op tijd om te zien dat Dr. Nefarious en Lawrence weggaan. Er komt een ruimteschip aan voor Ratchet om ze te volgen. Als ze bij de plek zijn waar Dr. Nefarious zijn Biobliterator wilde lanceren, valt Ratchet Dr. Nefarious aan. Ratchet verslaat Dr. Nefarious en ze gaan snel in de Biobliterator, die verandert in een gigantische robot. Captain Qwark komt eraan om ze te helpen en het lukt Ratchet en Qwark om Dr. Nefarious en de Biobliterator te verslaan. De Biobliterator blaast zichzelf op en Dr. Nefarious en Lawrence komen vast te zitten op een komeet.

## Personages
Het personage waar de speler mee speelt is Ratchet, een Lombax van planeet Veldin. Zijn stem werd ingesproken door James Arnold Taylor in deze game. Hij heeft altijd een moersleutel bij zich en hij kan ook een hoop wapens kopen, waarmee hij nog makkelijker vijanden kan verslaan. Clank is Ratchets robotische maatje en soms kan de speler ook met hem spelen. Meestal zit Clank gewoon op de rug van Ratchet. Captain Qwark, die in Ratchet & Clank nog Ratchets vijand was, is nu terug met een aantal minigames. Hij leidt de Q-Force en hij is dus nu een bondgenoot. Sasha is de kapitein van het Starship Phoenix, wat het hoofdkwartier voor de Q-Force is.
Dr. Nefarious is een robot die al het organische leven haat. Hij wil alle organische levensvormen in het heelal veranderen in robots. Courtney Gears is een parodie op Britney Spears.